# Englische Cricket-Nationalmannschaft in Neuseeland in der Saison 2012/13
Die Tour der englischen Cricket-Nationalmannschaft nach Neuseeland in der Saison 2012/13 fand vom 9. Februar bis zum 26. März 2013 statt. Die internationale Cricket-Tour war Bestandteil der Internationalen Cricket-Saison 2012/13 und umfasste drei Tests, drei ODIs und drei Twenty20s. England gewann die ODI- und die Twenty20-Serie 2–1, während die Test-Serie 0–0 unentschieden endete.

## Vorgeschichte
Neuseeland bestritt zuvor eine Tour in Südafrika, England in Indien. Die letzte Tour der beiden Mannschaften gegeneinander fand in der Saison 2008 in England statt.

## Stadien
Die folgenden Stadien wurden für die Tour als Austragungsort vorgesehen und am 21. Juni 2012 festgelegt.
| Stadion         | Stadt      | Kapazität | Spiele                  |
| --------------- | ---------- | --------- | ----------------------- |
| Eden Park       | Auckland   | 50.000    | 3. Test; 3. ODI; 1. T20 |
| University Oval | Dunedin    | 6.000     | 1. Test                 |
| Seddon Park     | Hamilton   | 10.000    | 1. ODI; 2. T20          |
| McLean Park     | Napier     | 22.500    | 2. ODI                  |
| Basin Reserve   | Wellington | 13.000    | 2. Test                 |
| Westpac Stadium | Wellington | 33.000    | 3. T20                  |

## Kaderlisten
England benannte seine ODI- und Twenty20-Kader am 23. Dezember 2012 und den Test-Kader am 24. Januar 2013.
Neuseeland benannte seine ODI- und Twenty20-Kader am 31. Januar und seinen Test-Kader am 24. Februar 2013.
| Test | Test | ODI | ODI | Twenty20 | Twenty20 |
| Neuseeland | England | Neuseeland | England | Neuseeland | England |
| --- | --- | --- | --- | --- | --- |
| - Brendon McCullum (K & wk) - Trent Boult - Ian Butler - Grant Elliott - Andrew Ellis - James Franklin - Martin Guptill - Roneel Hira - Mitchell McClenaghan - Nathan McCullum - Colin Munro - Hamish Rutherford - Ross Taylor | - Stuart Broad (K) - Jonny Bairstow (wk) - Jos Buttler (wk) - Jade Dernbach - Steven Finn - Alex Hales - Michael Lumb - Stuart Meaker - Eoin Morgan - Samit Patel - Joe Root - James Tredwell - Chris Woakes - Luke Wright | - Brendon McCullum (K & wk) - Trent Boult - Grant Elliott - Andrew Ellis - James Franklin - Martin Guptill - Mitchell McClenaghan - Nathan McCullum - Kyle Mills - Colin Munro - Ross Taylor - BJ Watling - Kane Williamson | - Alastair Cook (K) - James Anderson - Jonny Bairstow (wk) - Ian Bell - Stuart Broad - Jos Buttler (wk) - Steven Finn - James Harris - Eoin Morgan - Samit Patel - Joe Root - Graeme Swann - James Tredwell - Jonathan Trott - Chris Woakes | - Brendon McCullum (K & wk) - Trent Boult - Doug Bracewell - Dean Brownlie - Peter Fulton - Tom Latham - Bruce Martin - Hamish Rutherford - Tim Southee - Ross Taylor - BJ Watling (wk) - Kane Williamson | - Alastair Cook (K) - James Anderson - Jonny Bairstow (wk) - Ian Bell - Stuart Broad - Nick Compton - Steven Finn - Graham Onions - Monty Panesar - Kevin Pietersen - Matt Prior (wk) - Joe Root - Graeme Swann - Jonathan Trott - Chris Woakes |

## Tour Matches
| 4. Februar Scorecard | Whangārei | New Zealand XI 70-1 (9.1) | – | England XI |
|                      |           | No Result                 |   |            |

| 5. Februar Scorecard | Whangārei | England XI 186-3 (20)       | – | New Zealand XI 140 (19.5) |
|                      |           | England gewinnt mit 46 Runs |   |                           |

| 6. Juni Scorecard | Whangārei | England XI 170-5 (20)                | – | New Zealand XI 171-7 (20) |
|                   |           | New Zealand XI gewinnt mit 3 Wickets |   |                           |

| 27. Februar – 2. März Scorecard | Queenstown | England XI 426 (103.2) & 256-9d (62) | – | New Zealand XI 349-7d (95) & 334-7 (88.4) |
|                                 |            | New Zealand XI gewinnt mit 3 Wickets |   |                                           |

## Twenty20 Internationals

### Erstes Twenty20 in Auckland
| 9. Februar Scorecard | Auckland | England 214-7 (20)          | – | Neuseeland 174-9 (19.5) |
|                      |          | England gewinnt mit 40 Runs |   |                         |

### Zweites Twenty20 in Hamilton
| 12. Februar Scorecard | Hamilton | Neuseeland 192-6 (20)          | – | England 137 (19.3) |
|                       |          | Neuseeland gewinnt mit 55 Runs |   |                    |

### Drittes Twenty20 in Wellington
| 15. Februar Scorecard | Wellington | Neuseeland 139-8 (20)          | – | England 143-0 (12.4) |
|                       |            | England gewinnt mit 10 Wickets |   |                      |

## One-Day Internationals

### Erstes ODI in Hamilton
| 17. Februar Scorecard | Hamilton | England 258 (49.3)               | – | Neuseeland 259-7 (48.5) |
|                       |          | Neuseeland gewinnt mit 3 Wickets |   |                         |

### Zweites ODI in Napier
| 20. Februar Scorecard | Napier | Neuseeland 269 (48.5)         | – | England 270-2 (47.4) |
|                       |        | England gewinnt mit 8 Wickets |   |                      |

### Drittes ODI in Auckland
| 23. Februar Scorecard | Auckland | Neuseeland 185 (43.5)         | – | England 186-5 (37.3) |
|                       |          | England gewinnt mit 5 Wickets |   |                      |

## Tests

### Erster Test in Dunedin
| 6. – 10. März Scorecard | Dunedin | England 167 (55) & 421-6 (170) | – | Neuseeland 460-9d (116.4) |
|                         |         | Remis                          |   |                           |

### Zweiter Test in Wellington
| 14. – 18. März Scorecard | Wellington | England 465 (146.5) & 162-2 (68) | – | Neuseeland 254 (89.2) |
|                          |            | Remis                            |   |                       |

### Dritter Test in Auckland
| 22. – 26. März Scorecard | Auckland | Neuseeland 443 (153.3) & 241-6d (57.2) | – | England 204 (89.2) & 315-9 (143) |
|                          |          | Remis                                  |   |                                  |

## Statistiken
Die folgenden Cricketstatistiken wurden bei dieser Tour erzielt.
| Tests             | Tests      | Tests   | Tests   | Tests   | Tests   | Tests   | Tests   | Tests   |
| Batting           | Batting    | Batting | Batting | Batting | Batting | Batting | Batting | Batting |
| Spieler           | Mannschaft | Spiele  | Innings | Runs    | Average | HS      | 100s    | 50s     |
| ----------------- | ---------- | ------- | ------- | ------- | ------- | ------- | ------- | ------- |
| Peter Fulton      | Neuseeland | 3       | 5       | 347     | 69,40   | 136     | 2       | 1       |
| Matt Prior        | England    | 3       | 5       | 311     | 103,66  | 110*    | 1       | 2       |
| Jonathan Trott    | England    | 3       | 5       | 282     | 56,40   | 121     | 1       | 1       |
| Brendon McCullum  | Neuseeland | 3       | 4       | 248     | 82,66   | 74      | 0       | 3       |
| Hamish Rutherford | Neuseeland | 3       | 5       | 246     | 49,20   | 171     | 1       | 0       |
| Bowling           |            |         |         |         |         |         |         |         |
| Spieler           | Mannschaft | Spiele  | Overs   | Wickets | Average | BBI     | 5W      | 10W     |
| Neil Wagner       | Neuseeland | 3       | 127     | 12      | 33,50   | 4/42    | 0       | 0       |
| Trent Boult       | Neuseeland | 3       | 134     | 11      | 29,18   | 6/68    | 1       | 0       |
| Stuart Broad      | England    | 3       | 106.2   | 11      | 31,72   | 6/51    | 1       | 0       |
| James Anderson    | England    | 3       | 117     | 10      | 37,00   | 4/137   | 0       | 0       |
| Steven Finn       | England    | 3       | 108.1   | 10      | 39,20   | 6/125   | 1       | 0       |

| ODIs                 | ODIs       | ODIs    | ODIs    | ODIs    | ODIs    | ODIs    | ODIs    | ODIs    |
| Batting              | Batting    | Batting | Batting | Batting | Batting | Batting | Batting | Batting |
| Spieler              | Mannschaft | Spiele  | Innings | Runs    | Average | HS      | 100s    | 50s     |
| -------------------- | ---------- | ------- | ------- | ------- | ------- | ------- | ------- | ------- |
| Brendon McCullum     | Neuseeland | 3       | 3       | 222     | 111,00  | 79      | 0       | 3       |
| Jonathan Trott       | England    | 3       | 3       | 171     | 85,50   | 68      | 0       | 2       |
| Joe Root             | England    | 3       | 3       | 163     | 163,00  | 79*     | 0       | 2       |
| Ross Taylor          | Neuseeland | 3       | 3       | 150     | 50,00   | 100     | 1       | 0       |
| Ian Bell             | England    | 3       | 3       | 132     | 44,00   | 64      | 0       | 1       |
| Bowling              |            |         |         |         |         |         |         |         |
| Spieler              | Mannschaft | Spiele  | Overs   | Wickets | Average | BBI     | 5W      | 10W     |
| James Anderson       | England    | 3       | 26.5    | 7       | 14,85   | 5/34    | 1       | 0       |
| Chris Woakes         | England    | 3       | 29      | 6       | 25,66   | 3/68    | 0       | 0       |
| Steven Finn          | England    | 3       | 29      | 5       | 22,80   | 3/27    | 0       | 0       |
| Mitchell McClenaghan | Neuseeland | 1       | 9.4     | 4       | 14,00   | 4/56    | 0       | 0       |
| Tim Southee          | Neuseeland | 2       | 19      | 4       | 25,50   | 3/48    | 0       | 0       |
| Stuart Broad         | England    | 3       | 27.5    | 4       | 40,75   | 2/38    | 0       | 0       |

| Twenty20s            | Twenty20s  | Twenty20s | Twenty20s | Twenty20s | Twenty20s | Twenty20s | Twenty20s | Twenty20s |
| Batting              | Batting    | Batting   | Batting   | Batting   | Batting   | Batting   | Batting   | Batting   |
| Spieler              | Mannschaft | Spiele    | Innings   | Runs      | Average   | HS        | 100s      | 50s       |
| -------------------- | ---------- | --------- | --------- | --------- | --------- | --------- | --------- | --------- |
| Martin Guptill       | Neuseeland | 3         | 3         | 150       | 50,00     | 59        | 0         | 1         |
| Brendon McCullum     | Neuseeland | 3         | 3         | 110       | 36,66     | 74        | 0         | 1         |
| Alex Hales           | England    | 3         | 3         | 106       | 53,00     | 80*       | 0         | 1         |
| Michael Lumb         | England    | 3         | 3         | 92        | 46,00     | 53*       | 0         | 1         |
| Jos Buttler          | England    | 3         | 2         | 86        | 86,00     | 54        | 0         | 1         |
| Bowling              |            |           |           |           |           |           |           |           |
| Spieler              | Mannschaft | Spiele    | Overs     | Wickets   | Average   | BBI       | 5W        | 10W       |
| Stuart Broad         | England    | 3         | 12        | 7         | 13,14     | 4/24      | 0         | 0         |
| Jade Dernbach        | England    | 3         | 12        | 6         | 17,83     | 3/36      | 0         | 0         |
| James Franklin       | Neuseeland | 3         | 5.3       | 4         | 9,00      | 4/15      | 0         | 0         |
| Luke Wright          | England    | 3         | 10        | 4         | 18,00     | 2/24      | 0         | 0         |
| Steven Finn          | England    | 3         | 12        | 3         | 30,00     | 3/39      | 0         | 0         |
| Mitchell McClenaghan | Neuseeland | 3         | 11        | 3         | 30,33     | 2/24      | 0         | 0         |